# Panorpa clavigera
Panorpa clavigera is een insect uit de orde van de schorpioenvliegen (Mecoptera), familie van de schorpioenvliegen (Panorpidae). De wetenschappelijke naam van de soort is voor het eerst geldig gepubliceerd door Klapálek in 1902.
De soort komt voor in Bosnië en Herzegovina.